# Shapeshifting
| Críticas profissionais | Críticas profissionais |
| Avaliações da crítica  | Avaliações da crítica  |
| Fonte                  | Avaliação              |
| ---------------------- | ---------------------- |
| Allmusic               | [ 1 ]                  |
| Cryptic Rock           | [ 2 ]                  |
| Classic Rock           | [ 3 ]                  |

Shapeshifting é o décimo sétimo álbum solo de estúdio do guitarrista Joe Satriani. Foi lançado através pela Sony Music, em 10 de abril de 2020.
O primeiro single de trabalho do álbum, Nineteen Eighty, foi liberado para audições no youtube no início de fevereiro de 2020. O solo de guitarra desta canção foi eleito o 9o melhor do ano pela revista Guitar World Magazine, segundo a qual a canção “expressa um senso de nostalgia".
O álbum foi eleito o 6o melhor álbum de guitarra do ano pela revista Guitar World Magazine.

## Faixas
Todas as músicas compostas por Joe Satriani.
| N.º            | Título                                  | Compositor(es) | Duração |  |
| 1.             | "Shapeshifting"                         |                | 03:55   |  |
| 2.             | "Big Distortion"                        |                | 04:15   |  |
| 3.             | "All For Love"                          |                | 02:34   |  |
| 4.             | "Ali Farka, Dick Dale, an Alien And Me" |                | 03:42   |  |
| 5.             | "Teardrops"                             |                | 04:11   |  |
| 6.             | "Perfect Dust"                          |                | 03:31   |  |
| 7.             | "Nineteen Eighty"                       |                | 03:40   |  |
| 8.             | "All My Friends Are Here"               |                | 03:24   |  |
| 9.             | "Spirits, Ghosts And Outlaws"           |                | 03:24   |  |
| 10.            | "Falling Stars"                         |                | 03:44   |  |
| 11.            | "Waiting"                               |                | 02:40   |  |
| 12.            | "Here The Blue River"                   |                | 05:04   |  |
| 13.            | "Yesterday's Yesterday"                 |                | 02:48   |  |
| Duração total: | Duração total:                          | Duração total: | 46:52   |  |

| Bonus Track |                               |         |  |
| N.º         | Título                        | Duração |  |
| 14.         | "When Trees Walked the Earth" | 3:11    |  |

## Créditos Musicais
- Joe Satriani - Guitarras elétricas, violão, banjo, assovios, palmas
- Chris Chaney - Baixo elétrico, Guitarra rítmica adicional (faixa 10)
- Eric Caudieux - Teclados, percussão, assovios, palmas
- Kenny Aronoff - Baterias

Músicos convidados
- Lisa Coleman - Piano (Faixas 11 e 13)
- Christopher Guest - Mandolin (Faixa 13)
- Jim Scott - percussão, assovios, palmas
- Neil Baldock - Palmas

## Desempenho nas Paradas Musicais
| Parada Musical (2020)               | Desempenho |
| ----------------------------------- | ---------- |
| Australian Albums (ARIA)            | 28         |
| Bélgica (Ultratop Valônia)          | 151        |
| República Tcheca (ČNS IFPI)         | 89         |
| French Albums (SNEP)                | 101        |
| Escócia (Official Scottish Albums)  | 4          |
| Suíça (Schweizer Hitparade)         | 6          |
| Reino Unido (Official Albums Chart) | 70         |

## Prêmios e Indicações
| Ano  | Prêmio                       | Categoria                       | Trabalho Indicado        | Resultado  | Ref.  |
| ---- | ---------------------------- | ------------------------------- | ------------------------ | ---------- | ----- |
| 2020 | Guitar World Magazine Awards | Melhor álbum de guitarra do ano | Álbum "Shapeshifting"    | 6a Posição | [ 7 ] |
| 2020 | Guitar World Magazine Awards | Melhor solo de guitarra do ano  | Música "Nineteen Eighty" | 9a posição | [ 6 ] |